# Hamadryas nais
Hamadryas nais är en fjärilsart som beskrevs av Hans Fruhstorfer 1916. Hamadryas nais ingår i släktet Hamadryas och familjen praktfjärilar. Inga underarter finns listade i Catalogue of Life.